# 衛星攻撃兵器

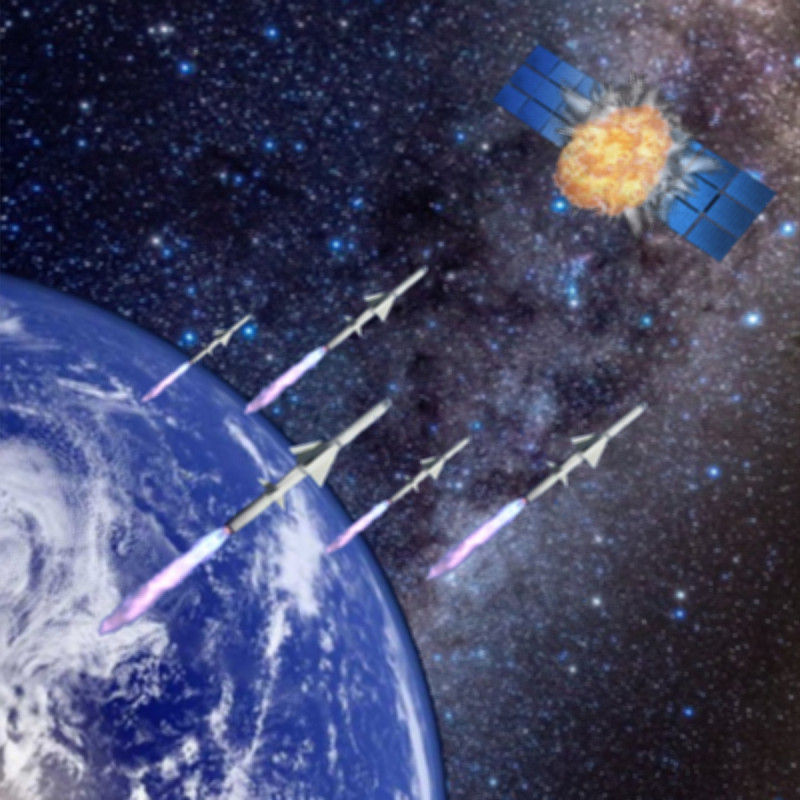
衛星攻撃兵器のイメージ

衛星攻撃兵器（えいせいこうげきへいき、英語: anti-satellite weapon, ASAT）は、地球周回軌道上の人工衛星を攻撃する兵器である。対衛星兵器と呼ぶこともある。

## 概要
1950年代に初期の写真偵察衛星が実用化されるとすぐに、敵の軍事衛星を攻撃する衛星攻撃兵器の開発が始まっている。人工衛星は打ち上げロケットのペイロードの制約があるうえ精密機械であり衝突・衝撃への耐性は乏しく、軌道は詳細にコントロールされており攻撃の回避も困難である。そこでアメリカ合衆国では地上から打ち上げたミサイルを人工衛星に直接体当たりさせる直接上昇方式（direct ascent）の兵器が主に開発された。一方、ソビエト連邦では、地上から打ち上げたロケットで誘導体を目標となる人工衛星と同じ軌道に遷移させ、接近させて自爆し、破片によって目標を破壊する共通軌道方式（co-orbital）の兵器、いわゆるキラー衛星が研究された。
核弾頭による衛星破壊も考案されたが、1967年の宇宙条約において、大気圏外における核兵器利用が制限されたため、核による衛星攻撃兵器は進められなかった。
衛星攻撃兵器の目標は敵側の人工衛星である。人工衛星の役割は偵察のほか通信衛星など多岐にわたっており、衛星誘導装置やグローバル・ポジショニング・システム（GPS）などもある。冷戦期においては、特に偵察衛星が主攻撃目標とされていた。

### 衛星破壊実験とスペースデブリ発生問題
衛星攻撃兵器の開発と実験は後述するように、アメリカ合衆国のほか、ソビエト連邦の宇宙開発を継承したロシア連邦、中華人民共和国、インドが行なっている。実験で標的とされた人工衛星や攻撃用ミサイル・衛星が破壊されると多数のスペースデブリが発生して他の人工衛星や有人宇宙船・宇宙ステーションを脅かすという問題があり、2021年のロシアによる実験では約1600個のデブリが発生し、中国による2007年の実験では2022年時点でも約2800個のデブリが軌道上に残っている。このためアメリカ合衆国は2022年4月18日にASAT実験を今後行なわないと発表し、日本国政府も同年9月12日に国際連合の作業部会で同様の方針を表明した。
スペースデブリの危険性は、軍事目的以外を含む人工衛星や宇宙ロケットが相次ぎ打ち上げられた20世紀後半に認識され、衛星破壊実験は長らく行われておらず、2007年の中国による実験は国際宇宙ステーション（ISS）などの有人宇宙開発の新たな懸念となる可能性があるとして欧米諸国を中心とする各国から抗議がなされた。これに対して2008年2月、中国とロシアは共同でジュネーブ軍縮会議に「宇宙空間における兵器配置、宇宙空間の物体に対する武力行使または武力行使の威嚇を防止する条約」草案を提出し、衛星攻撃兵器の実験を自粛する方向に転じた。
なお、中国は2001年に、ジュネーブ軍縮会議にて、宇宙の軍事化防止を進める提案を行っている。この提案の禁止対象にはASATも含まれているが、アメリカの反対にあったためこれを口実としてASATの開発を始めた。
2011年4月5日、アメリカ航空宇宙局（NASA）は、2007年に破壊した風雲一号C型の破片と見られるスペースデブリがISSとの距離6.07kmまで接近したことを発表した。万が一の場合に備えISSに滞在中の宇宙飛行士に、ロシアのソユーズ宇宙船への退避を検討するよう命令が下ったが、軌道の再計算の結果、ISS至近を通過するものの退避が必要ないことが分かり警報は解除された。2007年4月6日 Orbcomm FM 36衛星が、2007年6月22日にNASAの地球観測衛星Terra（テラ）が衝突を避けるためにデブリ回避マヌーバを実施した。
2010年10月のNASAの報告によれば、衛星破壊実験から3年半が経過した時点でも97%の破片は軌道上に残ったままであり、2010年9月の時点でこの破壊実験で生じたデブリは3,037個が確認されている。これは高度2,000km以下にある人工物体の22%を占める量に相当する。
2013年1月には衛星破壊実験で生じた破片の1つがロシアの人工衛星と衝突したという説が一時期唱えられた（詳細は「BLITS」参照）。
2013年時点は、中国としても国際的非難を避けるためにあからさまな衛星攻撃兵器の実験はできず、2010年頃から、DF-31の改良型をベースとした弾道弾迎撃ミサイルの実験を行っているが、衛星攻撃兵器の実験も兼ねていると考えられている。

## 攻撃の手段

### 大気圏内からの攻撃
地上や空中から発射するミサイル、高出力レーザーにより人工衛星に物理的な衝撃や損傷を与える攻撃手法。

#### アメリカ合衆国

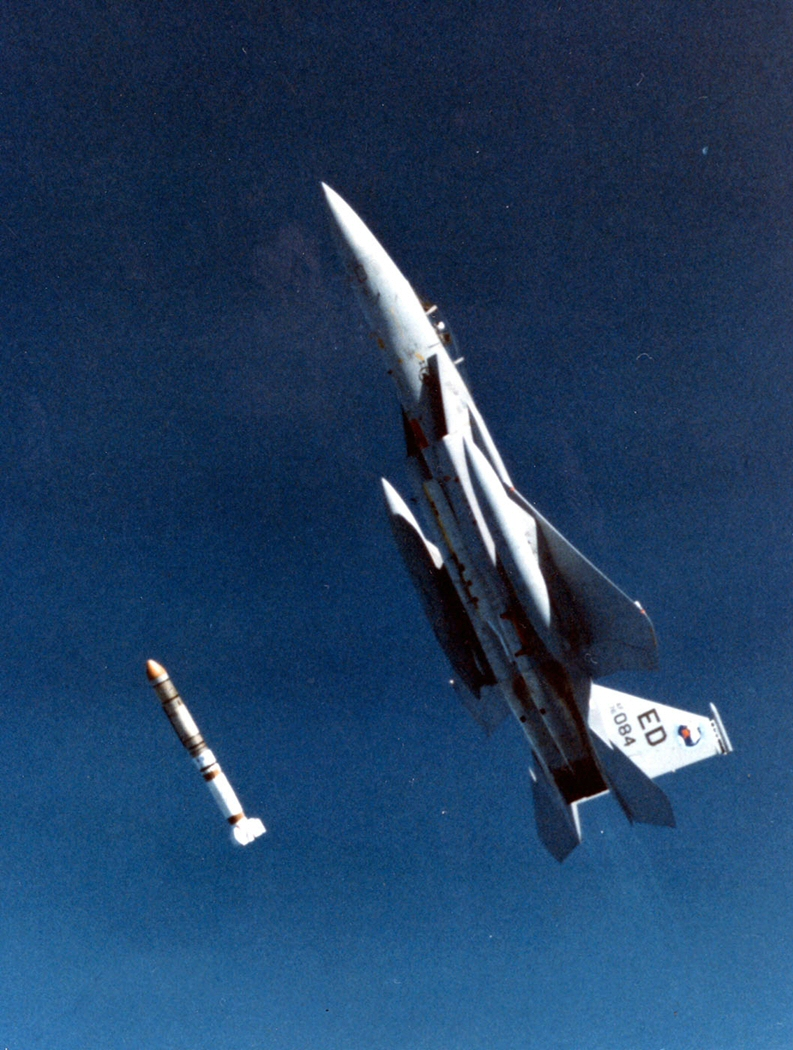
F-15によるASATの発射実験

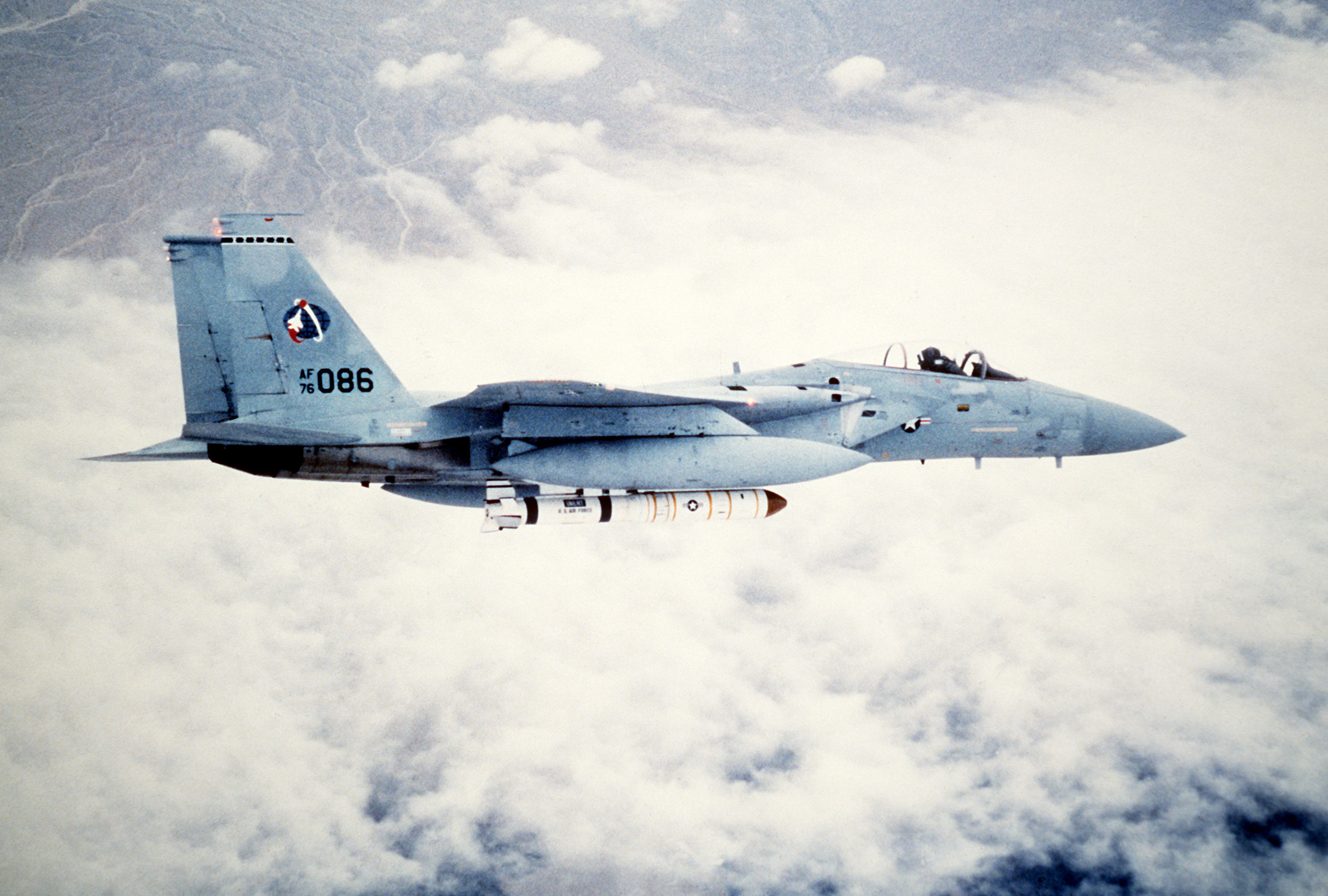
ASM-135はF-15の胴体下面に搭載される

アメリカ空軍では1959年に空中発射ASATの実験を試みている。空中発射弾道ミサイル開発計画であった「WS-199ボールド・オライオン計画」（Bold Orion）はB-47ストラトジェットをミサイルの発射機にした計画であったが、肝心のB-47の旧式化によって計画の見直しを迫られた結果、対衛星ミサイルとしての利用が考えられた。このWS-199ボールド・オライオン計画の三段式ミサイルを使った発射実験は1959年の10月13日に科学衛星をかすめる形で実施され、多少のずれがあったものの一応の成果を出して終了した。
アメリカ海軍では、1959年7月から始まった「ノッツニク計画」ではF4Dスカイレイ(Skyray)戦闘機によって5段式ロケット・モーターを持つNOTS-EV-1ミサイルが成層圏まで運ばれて発射された。発射時950kgで最終段は1kg程の小型ミサイルであった。何度かの実験でもあまり良い結果が得られなかった。1960年7月からの「キャレブ計画」においてNOTS-EV-2ミサイルが同じくF4Dスカイレイ戦闘機とF-4ファントム戦闘機で運ばれ発射実験が行なわれた。
アメリカで最も実用に近づいた衛星攻撃兵器は、空軍の対衛星ミサイルASM-135 ASATである。1969年のソビエトの衛星攻撃成功のニュースに刺激されて、1977年から開発を再開した。新たに始まった「ASAT計画」は、航空機発射の2段式固体ロケット・モーターを持ったASM-135 空中発射ミニチュア・ビークル(air-launched miniature vehicle)と呼ばれるミサイルとその弾頭にあたるミニチュア・ホーミング・ビークル(miniature homing vehicle, MHV)より構成された。ロケット・モーターは2段とも既存のミサイルのものを使用し、60kgのMHVを最大1,900kmの高さまで打ち上げることができた。これは低軌道衛星の高度を全て含んでいたため、偵察衛星を攻撃するのには十分であった。
1984年1月から実際の衛星を目標にした試射実験が行われた。ASM-135ミサイルはF-15戦闘機に搭載されて高度1万2千メートルで空中発射された。5回の実験のうち1回（1985年9月13日）は目標衛星P78-1 SolwindにMHVを命中させて破壊することに成功、標的衛星を使わず星をターゲットにしたMHVの仮想発射実験も3回行なった。開発は順調であったが、破壊された衛星の破片がスペースデブリとなって衛星軌道上に残留し、今後の宇宙開発計画に対して危険をもたらすと判断したアメリカ合衆国議会の決定によって計画は中止された。
この他に地上配備型対衛星ミサイルとして、アメリカ陸軍では1963年から1966年までとして3段式のLIM-49ナイキ・ゼウスミサイル（Nike-Zeus missile）を太平洋クェゼリン環礁に実戦配備していた。また、米空軍は1964年4月からソーミサイルをハワイのジョンストン島で実験を行い、同年9月から1974年8月まで同島で実戦配備していた。これらは核弾頭により衛星破壊を試みるものである。
なお後述するように、2006年9月に中国の対衛星兵器による攻撃を受けたとの報道がされていることから、米国の衛星には一定の被攻撃を感知する能力が付与されていると考えられる。
2008年2月21日には、制御不能に陥り地上に落下する危険性のあったアメリカ国家偵察局の偵察衛星USA-193を、海上から発射したミサイルで落下前に破壊する実ミッションが敢行された。これはイージス艦 レイク・エリー（CG-70 タイコンデロガ級ミサイル巡洋艦）から、本来は弾道ミサイル迎撃用に開発されたSM-3を発射して行ったものであり、純粋なASATとは異なる。標的の衛星はSM-3の直撃を受け高度240kmで破壊された。

#### ソビエト連邦・ロシア

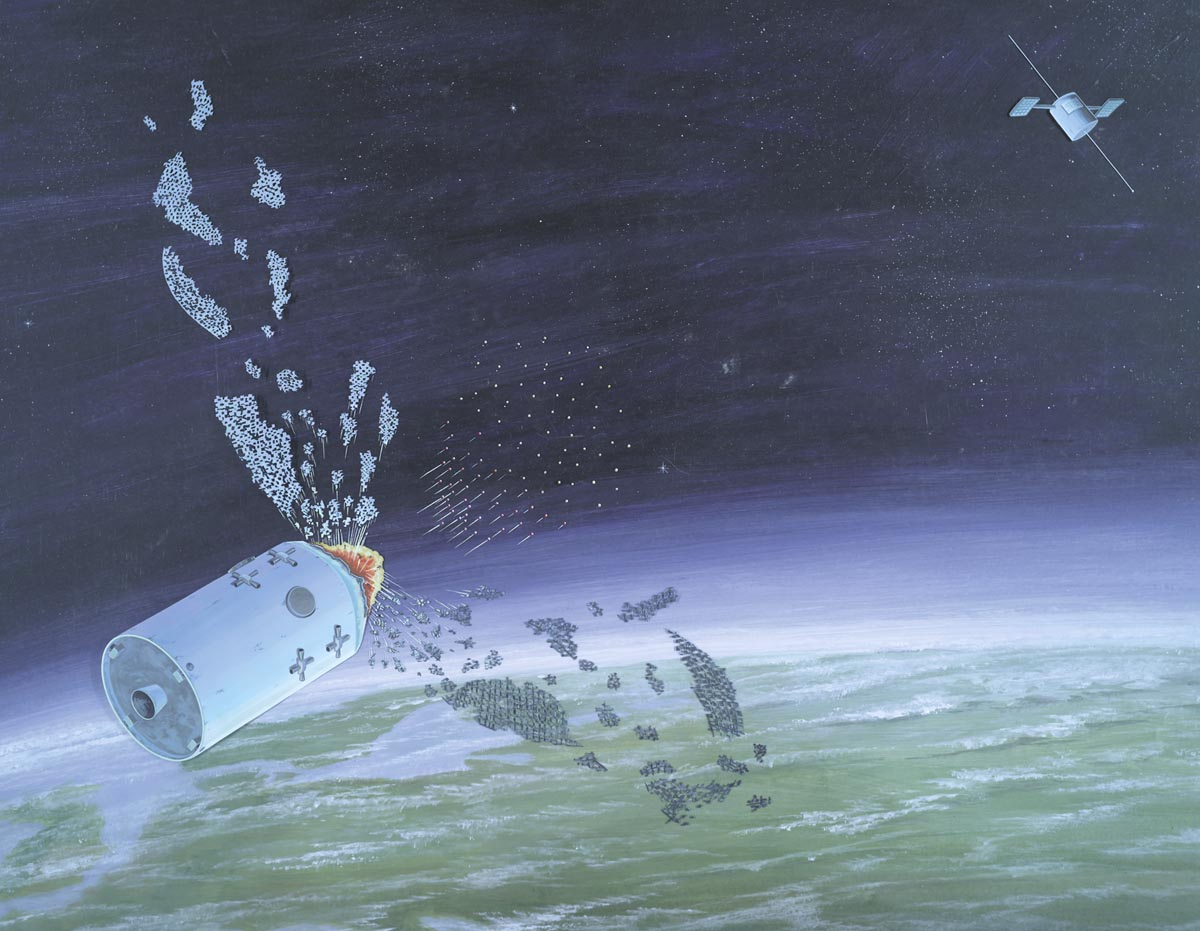
ISシステムのイメージ

ソ連のASAT計画の起源は明らかではなく、複数の説がある。セルゲイ・コロリョフがOKB-1で1956年に始めたという説やウラジミール・チェロメイのOKB-52が1959年頃研究したという説がある。1960年4月に最高指導者ニキータ・フルシチョフがクリミアの夏の別荘での防衛産業との会合で始まったという説が有力である。チェロメイはロケットと宇宙船の開発に関わり、UR-200の開発を引き受ける。1961年3月に Istrebitel Sputnikov (IS、Истребитель спутников) の生産を決断した。ISシステムは準軌道周回型で目標に接近して自爆して破壊する。ミサイルは射場の上空を衛星が通過する時間に合わせて発射する。衛星を検知するとミサイルは軌道に投入される。90分から200分（1周から2周）、ミサイルは目標に向け搭載されたレーダーで誘導される。迎撃ミサイルの重量は1,400kgで目標から1kmまで効果があるとされた。UR-200ミサイルの計画は遅れ、後にキャンセルされた。
ソ連では1968年には最初の衛星破壊実験が行われ、1971年には対衛星兵器を実戦配備していたといわれる。その後、R-36 (SS-9 Scarp) から発展したSL-11と呼ばれる衛星打ち上げロケットが、バイコヌール宇宙基地（現在はカザフスタン領）に配備され、1990年まで運用されていたらしい。またMiG-31を母機とした空中発射式の対衛星ミサイルの開発も行われていたが、こちらは実験を行う前に開発は中断された。
この他にもソ連は、核実験場があったセミパラチンスクでは核爆発で発生したエネルギーを利用した粒子ビーム設備や大規模レーザー兵器を保有しているのが知られている。その他に対弾道ミサイル試験施設シャリー・シャガンではヨウ素パルスレーザー装置があり、電子ビームを使用した炭酸ガスダイナミック型レーザーもモスクワ近郊の施設で実験されていた。既に1960年代の時点でソ連はタングステンまたはモリブデンなどの高密度金属電磁流を空気中では25km/s、真空中で60km/sの速度で発射できる電気銃の試作にも成功している。これらの中でレーザー装置に関してはテストを兼ねて何度かアメリカの偵察衛星に対して使用され、一時的にカメラを盲目にすると言った成果も上げている。なおこれらの高エネルギー兵器はソビエト連邦の崩壊後はそのほとんどが開発休止状態となっている。
1970年代から地上配備型の対衛星攻撃レーザーの実験を行っていた（「Terra-3」を参照）。1970年代から1980年代にかけてアメリカの偵察衛星が一時的に機能を失ったと報告されている。1976年からFon計画と呼ばれる直接高エネルギーレーザーで損害を与えるレーザーの研究を行っていたが高出力レーザーの開発は難航した。

#### 中国

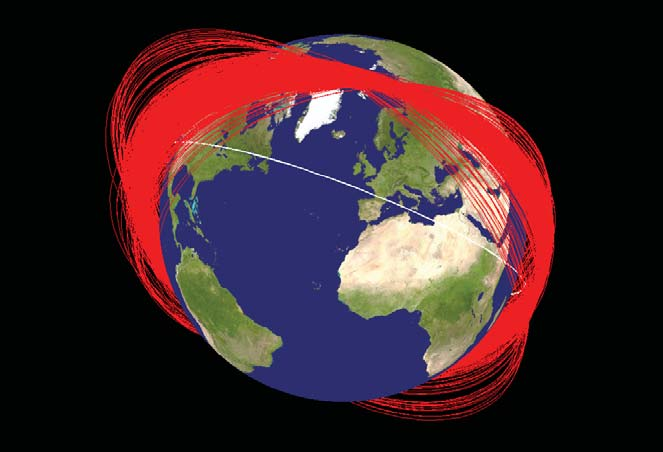
破壊された風雲1号Cによる主なスペースデブリの軌道（赤線）。白線は国際宇宙ステーションの軌道。

中華人民共和国は、2003年から弾道ミサイルを転用したASATの実験を進めていたと見られており、このASATは2007年1月11日の人工衛星破壊実験により、その存在が公式に認められることとなった。この実験で使用されたASATは中距離弾道ミサイル 東風21号（DF21）)をベースとした固体ロケット開拓者1号（KT-1）で、弾頭には運動エネルギー弾頭を用いたと見られている。実験では四川省の西昌宇宙センター付近から打ち上げられ、高度約850～860kmの軌道に存在した同国の老朽化した気象衛星（風雲一号C型）に命中、これを破壊した。

#### インド
2019年3月、インドの首相ナレンドラ・モディは、同国が東部オディシャ州の施設からミサイルを発射し、高度約300キロメートルの衛星を破壊することに成功したと発表した。同実験によってインドはミサイルによる衛星破壊に成功した4カ国目の国となった。270個のデブリが発生し、アメリカのパトリック・シャナハン国防長官代行はインドを批判した。

### 攻撃衛星
人工衛星を地上や空中から発射したミサイルで攻撃する場合、発射の場所が察知されてしまうため攻撃者を不明にするのは難しく、実際の攻撃には大きな政治的リスクが伴っていた。このため攻撃機能を有する人工衛星（キラー衛星）を秘密裏に軌道上に待機させておくというアイディアが提唱された。
ソ連ではアメリカの戦略防衛構想（SDI）の中核である迎撃衛星を破壊するため、炭酸ガスレーザーを搭載した攻撃衛星の試作機（ポリウス）を開発していた。打ち上げ後の軌道投入に失敗したため指令破壊され、計画自体も政治的理由で破棄された。
アメリカ側もキラー衛星の研究を行っており、1997年にはMIRACL（mid-infrared advanced chemical laser）と呼ばれる対人工衛星レーザーの実験が行われていたが、地上配備だけでなく衛星に搭載することも検討されていた。この計画は衛星のカメラを一時使用不可もしくは損傷させる「目潰し攻撃」の研究にシフトした。また戦略防衛構想の迎撃衛星はミサイルを迎撃するのが目的であるが、人工衛星の破壊に転用できるという説もあった。
ソ連が運用していた宇宙ステーションアルマースは宇宙からの偵察や監視を目的としていたが、「自衛用」としてNR-23機関砲が搭載され、地上からの遠隔操作で衛星を狙撃することに成功している。また機関砲の代わりに無誘導ミサイルを搭載した機種も存在した。
このような宇宙兵器は2021年時点、実証実験はされているものの実用化されているものはない。

### その他
人工衛星を無力化させるだけならば、電子攻撃も有効である。精密機械で構成されている人工衛星であるため脆弱性はある。また、地上にある管制施設への物理的攻撃や通信妨害、サイバー攻撃も有効であり、永続的な攻撃でなくとも、一時的に機能を止めることは可能である。